# Nissen Dōso Ron

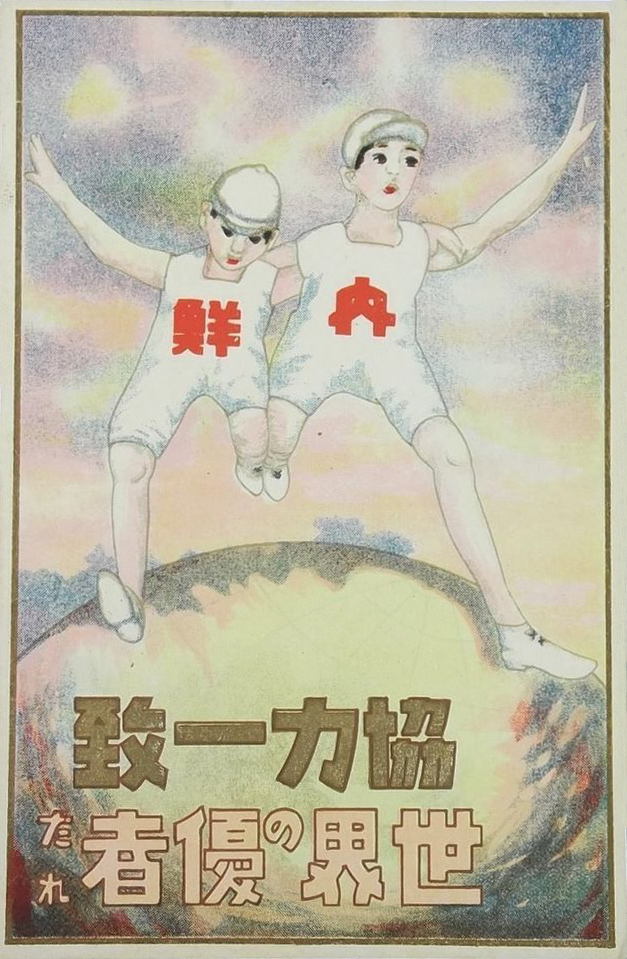
Carte postale de propagande japonaise des années 1920 faisant la promotion de l'unité entre le Japon (內, à droite) et la Corée (鮮, à gauche).

La notion de Nissen Dōso Ron (日鮮同祖論) désigne l'idée selon laquelle le Japon et la Corée auraient une origine commune. Cette idée se développe à partir de la publication en 1890 de Kōhon kokushi gan (稿本国史眼) par trois historiens de l'université de Tokyo : Shigeno Yasutsugu, Kume Kunitake, et Hoshino Hisashi. Ils y décrivent l'histoire des relations entre les deux pays comme celle d'une dynamique de soumission de la Corée au Japon depuis les temps anciens. Cette vision s'impose assez rapidement dans les travaux d'autres universitaires, et permet de justifier politiquement la colonisation, comme la lutte contre la culture coréenne en faveur de la culture japonaise dans la péninsule. 

## Sources
1. ↑  (en) Yŏng-ho Ch'oe, « An outline history of Korean historiography », Korean Studies, vol. 4,‎ 1980, p. 1-27 (lire en ligne, consulté le 24 septembre 2016) p.17